# Überman

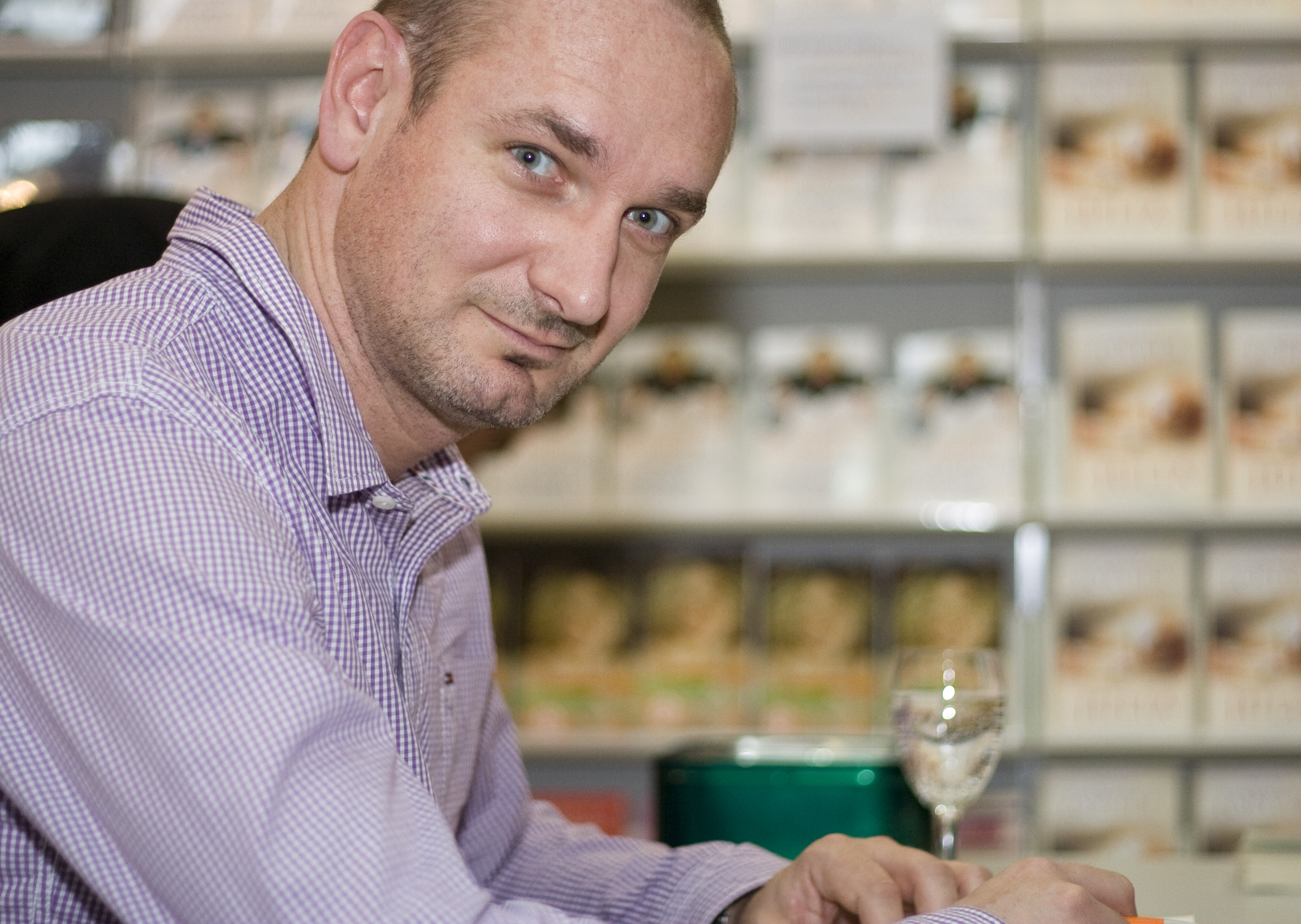
Tommy Jaud (2010)

Überman ist ein Roman des deutschen Schriftstellers Tommy Jaud aus dem Jahr 2012. Das Buch ist die Fortsetzung der Romane Vollidiot (2004) und Millionär (2007) und damit der dritte Teil der Simon-Peters-Reihe. Die wesentlichen Motive der Handlung sind Simons Versuche, sein verlorenes Vermögen wiederzuerlangen, sowie die weit verbreiteten Ängste rund um das Ende des Maya-Kalenders und den dazu vorhergesagten Weltuntergang am 21. Dezember 2012. Der Roman erreichte Platz 1 der Spiegel-Bestsellerliste.

## Handlung
Der Großteil der Handlung spielt in den Tagen vor dem 21. Dezember 2012, dem angeblichen Weltuntergangstag am Ende des Maya-Kalenders. Simon Peters ist pleite, da er auf Anraten seines Finanzberaters Sarantakos sein komplettes Vermögen, das er mit einem Freund durch den Verkauf ihrer Website whatsyourproblem.de verdient hat, in kuriose Anlageformen investierte, die keinen Gewinn abwarfen. Außerdem muss er bis zum 21. Dezember beträchtliche Steuerschulden beim Finanzamt begleichen. Er beschließt, dass er bis zum Stichtag wieder vermögend sein muss und weder seine Freundin Annabelle noch seine Freunde etwas von der ganzen Misere mitbekommen dürfen.
In den nächsten Tagen schmiedet Simon verschiedene Pläne, um wieder an Geld zu kommen. So will er zum Beispiel mit Hilfe seines Anwalts Ditters Jamie Oliver verklagen, da man dessen „30-Minuten-Menüs“ keinesfalls in einer halben Stunde nachkochen könne; außerdem will er den Bestellvorgang bei McDonald’s revolutionieren. Da die Zeit immer knapper wird, geht Simon zum Arzt, um sich einen „Wachmacher“ verschreiben zu lassen. Er erfährt von Modafinil, das ihm der Arzt jedoch nicht verschreiben will; stattdessen solle Simon doch den „Überman Sleeping Schedule“, ein polyphasisches Schlafmuster, anwenden. Da er den Einsatz des Medikaments jedoch bevorzugt, versucht er, dieses über seinen Kumpel Phil, der im Krankenhaus liegt, zu bekommen. Durch eine TV-Reportage erfährt Simon, dass es Unternehmen gibt, die mit der Angst der Menschen vor dem angeblichen Weltuntergang Geld verdienen, indem sie zum Beispiel Schlafplätze in Bunkern vermieten.
Bei seinen Versuchen, wieder zu Geld zu kommen, gerät Simon von einer skurrilen Situation in die nächste. Dabei verscherzt er es sich nach und nach mit all seinen Freunden. Schließlich zieht auch Annabelle zurück in ihre alte WG. Der Versuch, den Ausweichsitz Nordrhein-Westfalen zu mieten und die Bunkerplätze zu verkaufen, scheitert. Durch den immer größer werdenden Zeitdruck und das von Phil besorgte angebliche Modafinil, das tatsächlich ein Cocktail aus verschiedensten, stark wirkenden Medikamenten ist, steigert sich Simon selbst immer mehr in den Weltuntergangswahn. Notgedrungen beginnt er, seinen Schlafrhythmus auf das Überman-Programm umzustellen.
Er beschließt, seinen Freunden zu beweisen, dass er kein Arschloch ist, indem er sie vor dem Weltuntergang beschützt. Dazu will er sie in den Kölner Weinkeller locken, da dieser wie ein Bunker tief unter der Erde liegt. Mit Utensilien, die er von seinen Freunden Flik und Daniela gestohlen hat, rüstet Simon den Keller heimlich als Notunterkunft um. Es gelingt ihm, seine Freunde Phil, Paula, Manni, Flik und Daniela zu einer vorgeblichen Weinprobe am Abend des 20. Dezember einzuladen. Auch sein Anwalt Ditters und seine Putzfrau sind anwesend, und durch einen Zufall auch sein Finanzberater und dessen Freundin. Nur Annabelle taucht nicht auf. Als klar wird, dass die Weinprobe dazu dient, die Freunde im Keller einzuschließen, um sie vor der Apokalypse zu schützen, eskaliert die Situation und kann erst Stunden später durch die von Annabelle alarmierte Feuerwehr und Polizei aufgelöst werden.
Durch eine Übereinkunft entgeht Simon den Anzeigen durch seine Freunde und den Weinkeller. Einige Monate später ist er wieder zu Geld gekommen, da er Jamie Oliver erfolgreich verklagt hat, außerdem wurde seine Bestellidee von McDonald’s umgesetzt, was ihm eine Umsatzbeteiligung einbrachte. Mit Annabelle und seinen Freunden konnte er sich wieder versöhnen.

## Hauptfiguren
Simon Peters ist der Ich-Erzähler der Geschichte. Er hat sein Vermögen, das er im Roman Millionär verdient hat, durch unsichere Geldanlagen verloren, dazu kommen sechsstellige Steuerschulden.
Annabelle ist Simons Freundin. Sie hat ihren Job im Waxing-Studio gekündigt, um ein Studium der Internationalen Weinwirtschaft an der Hochschule Geisenheim zu beginnen. Für die Studiengebühren hat Simon ihr finanzielle Unterstützung zugesichert.
Kosmás Nikifóros Sarantakos ist Simons griechischer Finanzberater. Er riet ihm, sein Vermögen in Anlagemodellen wie rumänischen Waldfonds und Discountzertifikaten auf Magerschwein anzulegen.
Lala ist Simons Putzfrau. Sie ist fanatische Anhängerin sämtlicher Verschwörungstheorien und glaubt auch an den Weltuntergang am 21. Dezember 2012.
Phil Konrad ist ein Freund Simons und Inhaber einer erfolgreichen TV-Produktionsgesellschaft. Phil liegt seit einem Unfall, den er nach einem Trinkgelage mit Simon erlitt, im Krankenhaus.
Paula ist die ehemals beste Freundin Simons. Sie unterhält mit ihm und Manni eine Bürogemeinschaft. In den letzten Jahren wurde sie zur überzeugten Veganerin und radikalen Ökoaktivistin.
Manni ist ein Freund Simons und Webdesigner. Er unterhält mit ihm und Paula eine Bürogemeinschaft. Manni bewirbt sich als Kandidat bei der ProSieben-Spielshow Schlag den Raab.
Flik ist ein Freund Simons. Er hat sich mit Daniela, mit der er ein Kind hat, ein Eigenheim im Kölner Umland gebaut und hortet dort Vorräte und Geräte wie Notstromaggregate und Wasseraufbereiter für einen eventuell eintretenden Notfall.
Daniela ist eine Freundin Simons und Fliks Lebensgefährtin. Sie erwartet das zweite Kind von Flik. Nachdem bei ihnen eingebrochen wurde, belegt sie einen Kurs in Krav Maga.
Lars Ditters ist Simons Anwalt. Er versucht gemeinsam mit Simon, dessen Ideen zur Wiedererlangung seines Vermögens zu realisieren, wird dabei jedoch ständig von Simon gemobbt, da er nicht zu seiner Homosexualität steht.
Außerdem hat der ehemalige IKEA-Verkäufer, der Simon im Roman Vollidiot den Singlesessel verkauft hat und im Roman Millionär im Alnatura-Biosupermarkt arbeitet, einen Auftritt als Verkäufer und Sommelier im Kölner Weinkeller. Simons Geschäftspartner Shahin, mit dem er im Vorgängerroman die Beschwerdewebsite whatsyourproblem.de für 4 Millionen Euro verkaufte, lebt inzwischen mit Frau und Kindern im kalifornischen San Diego und ist nach wie vor reich, wie er Simon auf dessen Nachfrage berichtet.

## Realer Hintergrund

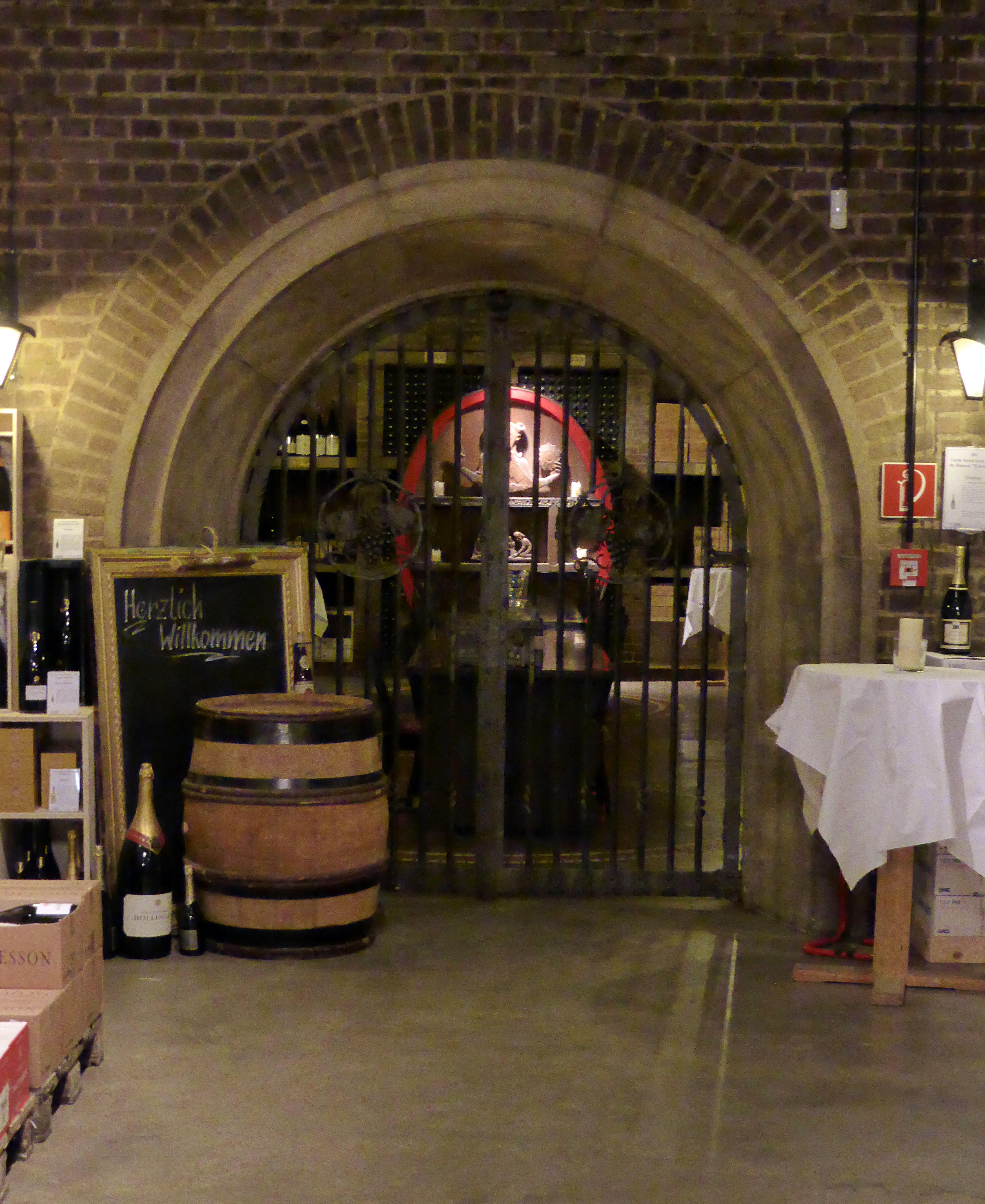
Die „Schatzkammer“ im Kölner Weinkeller, in der im Roman die Weinprobe stattfindet

Überman spielt hauptsächlich in Köln. Mehrere Orte der Handlung sind real existierende Objekte, wie etwa der ehemalige Atombunker „Ausweichsitz Nordrhein-Westfalen“ in Kall-Urft, die Eifelhöhen-Klinik in Marmagen und das Kölner Pullman-Hotel. Auch den Kölner Weinkeller samt der „Schatzkammer“, in der im Buch die Weinprobe stattfindet, gibt es wirklich.
Einer der Aufhänger der Geschichte, nämlich die Angst vor dem Weltuntergang am 21. Dezember 2012, basiert auf der zu diesem Zeitpunkt weltweit verbreiteten Hysterie, dass der Maya-Kalender an diesem Tag enden würde und damit das Ende der Welt besiegele. Das Medikament Modafinil, das im Roman als Brainbooster beschrieben wird, ist ein real existenter Arzneistoff zur Behandlung von Narkolepsie. Wie im Buch geschildert, gibt es Anwendungen des Wirkstoffs bei Soldaten des US-Militärs vor besonders langen oder belastenden Einsätzen. Der titelgebende „Uberman Sleeping Schedule“ ist ein seit Anfang der 2000er Jahre publiziertes Modell des Polyzyklischen Schlafes, das den Tag in 6 Wachphasen und 6 dazwischenliegende, jeweils 20 Minuten lange Schlafphasen unterteilt.
Der Magnetsinn bei Kühen, den Simon im Roman für seine Formel zur Berechnung der Angst verwendet und der besagt, dass Rinder überzufällig häufig in einer Nord-Süd-Achse ausgerichtet grasen, geht zurück auf eine 2008 veröffentlichte Forschungsarbeit. Die im Buch erscheinenden Schottischen Hochlandrinder Lotta und Trulli waren 2012 reale Tiere mit ebendiesen Namen im Tierpark Lindenthal im Kölner Stadtwald.
Das Weingut „Allesverloren“, dessen Geschichte Simon im Weinkeller als Einleitung für sein Weltuntergangsszenario verwendet, zählt zu den ältesten südafrikanischen Weingütern und ist international vor allem für seine Rotweine bekannt. „Allesverloren“ spielte bereits in Jauds Roman Hummeldumm eine Rolle.

## Rezeption
Überman wird allgemein der Gattung „Männerroman“ zugeschrieben. Dieses Genre wurde laut Spiegel-Kulturredakteur Wolfgang Höbel erst durch Jaud selbst und seine vorhergehenden Romane wiederbelebt. Neben Jaud werden dem Männerroman Autoren wie Moritz Netenjakob, Oliver Uschmann und Michael Eichhammer zugeordnet.
Überman wurde von den Kritikern gemischt angenommen. Volker Isfort schreibt in der Abendzeitung, das Buch würde zwar „komödiantisch verheissungsvoll“ beginnen, jedoch komme Tommy Jaud „schnell von der Strecke ab“ und am Ende siege „der Kalauerfeuerwerker über den Autor“. In der Rheinischen Post lobt Sabine Schmidt die witzige Gestaltung des Romans und hebt hervor, dass Jaud „seine Leser und Zuhörer mit seinem mental immer wieder Amok laufenden Helden doch zum Lachen, zumindest zum Schmunzeln“ bringe. Sie zieht das Fazit: „Große Literatur ist das freilich nicht, den Anspruch hat Tommy Jaud aber auch gar nicht. Er will nur Spaß machen, unterhalten und ein bisschen provozieren. Das gelingt ihm jetzt auch mit Überman“. Florian Hagemann kritisiert in der Hessischen/Niedersächsischen Allgemeinen, dass die Handlung des Buches „flau und sinnfrei“ sowie „nur noch selten sehr lustig“ sei, und konstatiert, „dass andere wie Moritz Netenjakob Tommy Jaud [als Comedyautor] längst überholt haben“. Der Erfinder der Romanfigur Simon Peters sei mit Überman „auf dem besten Weg […], der Thomas Gottschalk unter den deutschen Buchautoren zu werden“.
In der Besprechung einer Lesung Jauds zum Erscheinen des Romans schreibt Michael Völkel in der Braunschweiger Zeitung, der Roman käme „ohne klischeehafte Handlung oder abgedroschene Formulierungen“ daher und weise „ungewöhnliche Metaphern“ auf. Allerdings bemängelt er, dass den Figuren „etwas Liebenswürdiges“ fehle. Als störend empfindet Völkel außerdem die „wechselhafte Qualität der Pointen und Abschweifungen“, manche Stellen des Romans erscheinen ihm „arg aufgebauscht oder konstruiert“.
Im Vergleich mit den beiden Vorgängerromanen wird Überman von mehreren Kritikern als der qualitativ und inhaltlich schwächste Teil der Simon-Peters-Reihe bewertet. Florian Hagemann sieht mit Überman für Tommy Jaud die Gefahr entstehen, „der Thomas Gottschalk unter den deutschen Buchautoren zu werden“: „Stets ist die Hoffnung da, dass es noch einmal besser wird, dass doch noch ein Pointenfeuerwerk folgt – wie früher. Doch für mehr als ein paar Schmunzler reicht es nicht mehr.“ Christoph Schröder bezeichnet in der Zeit das Publikum Jauds als „Lachflash-Gemeinde“. Seine Anhänger würden, zum Teil ohne sich näher damit zu befassen, jedes neue Werk des Autors mit beinahe religiös anmutendem Eifer herbeisehnen und dabei denjenigen Rezensenten, die den Büchern nicht durchgehend positiv gegenüberstehen, die Fähigkeit zu einer objektiven Kritik absprechen. Den Stil des Romans beschreibt Schröder als eine „auf Dauerpointe und Effekt hochgejazzte Suada eines schlaumeiernden Erzählers, der seine Mitmenschen in ihrer Erbärmlichkeit durchschaut zu haben glaubt und seinen traurigen Realismus mit einer Dauerübertreibung tarnt“. Jaud selbst zählt sich zu den Vertretern des „sogenannten leichten Humors“, der es laut seiner Aussage „halt ein bisschen schwer in unserem Stechuhr-Schlips-Land“ hat.
Bei den Rezensionen des Hörbuchs, das der Autor selbst liest, wurde vor allem die fehlende Kontinuität der Simon-Peters-Reihe angemerkt, da die beiden Vorgängerromane von Christoph Maria Herbst eingesprochen wurden und man dadurch vor allem die Figur des Simon mit dessen Stimme verbinde. Jauds Lesung bekam jedoch trotzdem positive Kritiken. Christian Bärmann vom Bücher-Magazin bescheinigte ihm „gekonnte Dialekte und Parodien“ und resümiert: „Überman ist nicht Millionär, bietet aber dennoch viel zum Schmunzeln. Was auch an Tommy Jaud liegt, dem vermissten Herbst zum Trotz.“
Die Erstausgabe des Romans konnte sich insgesamt 38 Wochen lang in der Spiegel-Bestsellerliste platzieren, in der Ausgabe 50/2012 erreichte sie Rang 1. Auf der Jahresbestsellerliste 2012 belegte Überman in der Rubrik Belletristik den 13. Rang. Die Neuauflage des Romans 2014 sowie das Hörbuch erzielten ebenfalls für mehrere Wochen Platzierungen in der Spiegel-Bestsellerliste.

## Sonstiges
Laut Aussage des S. Fischer Verlags ist Überman der letzte Teil von Tommy Jauds Simon-Peters-Reihe.
Das Hörbuch enthält als Hidden Track nach dem Epilog das Kopfsteinpflasterlied, welches im Roman von Phil während seines Krankenhausaufenthaltes geschrieben wurde.

## Ausgaben

### Druckausgabe
- Überman – Der Roman. Scherz Verlag, 2012, ISBN 978-3-651-00032-2 (Erstausgabe). (eine Woche lang im Jahr 2012 auf dem Platz 1 der Spiegel-Bestsellerliste)
- Überman – Der Roman. S. Fischer Verlag, Frankfurt am Main 2014, ISBN 978-3-596-19449-0. Lizenzausgaben des S. Fischer Verlags erschienen bei Weltbild sowie im Bertelsmann Lesering.

### E-Book
- Überman – Der Roman. Fischer E-Books, Frankfurt am Main 2012, ISBN 978-3-10-401769-3.

### Hörbuch
- Überman. Autorenlesung, 5 CDs. Argon Verlag, Berlin 2012, ISBN 978-3-8398-1174-0.
- Überman. Autorenlesung, 1 DAISY MP3-CD, Argon Verlag, Berlin 2012, ISBN 978-3-8398-5133-3.
- Vollidiot, Millionär, Überman: Die Simon-Peters-Box. 3 MP3-CDs. Argon Verlag, Berlin 2014, ISBN 978-3-8398-1364-5.